# دوور (نیویورک)
دوور (به انگلیسی: Dover) یک منطقهٔ مسکونی در ایالات متحده آمریکا است که در شهرستان داچس، نیویورک واقع شده‌است. دوور ۱۴۵٫۹۲ کیلومتر مربع مساحت و ۸٬۶۹۹ نفر جمعیت دارد و ۱۴۶ متر بالاتر از سطح دریا واقع شده‌است.